# 梓川橋
梓川橋（あずさがわばし）とは、長野県の梓川に架かる松本市梓川丸田と波田押出を結ぶ長野県道25号塩尻鍋割穂高線にかかる橋。
信濃川河口まで299kmである。

## 概要
橋の概要
- 延長 : 216m
- 幅員 : 6m
- 形式 : 鋼板桁橋（永久橋）

木橋の頃は梓川村（現 松本市梓川梓）側の地名にちなみ「丸田橋」と呼ばれた。永久橋架け替え後も通称として「丸田橋」と呼ばれることがある。。
この橋の辺りにケショウヤナギ群生地があり、群生地として最も下流域のものである。

## 歴史
大正12年に木橋として竣工。昭和39年に永久橋に架け替えられた。
- 大正12年7月 : 県道梓-塩尻線の橋梁として木橋が竣工
- 竣工～昭和33年 : 梓川の増水により度々流失
- 昭和33年7月 : 梓川の増水に波田村（現 松本市波田）側が流失
- 昭和33年9月 : 関係市町村による「梓川橋永久橋架替期成同盟会」発足
- 昭和35年 : 架け替え工事着工
- 昭和39年3月 : 完成

### 画像

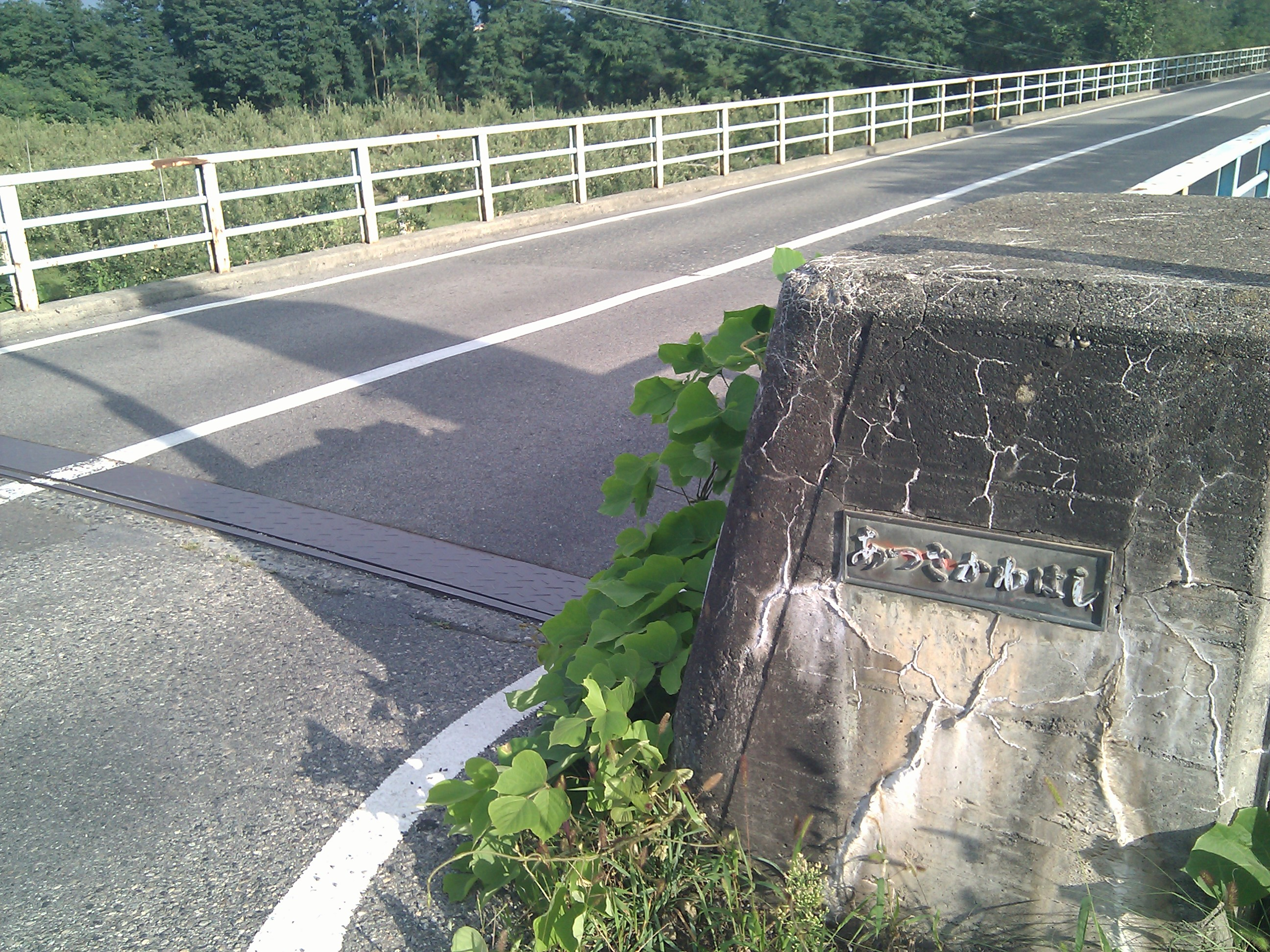
梓川橋の親柱
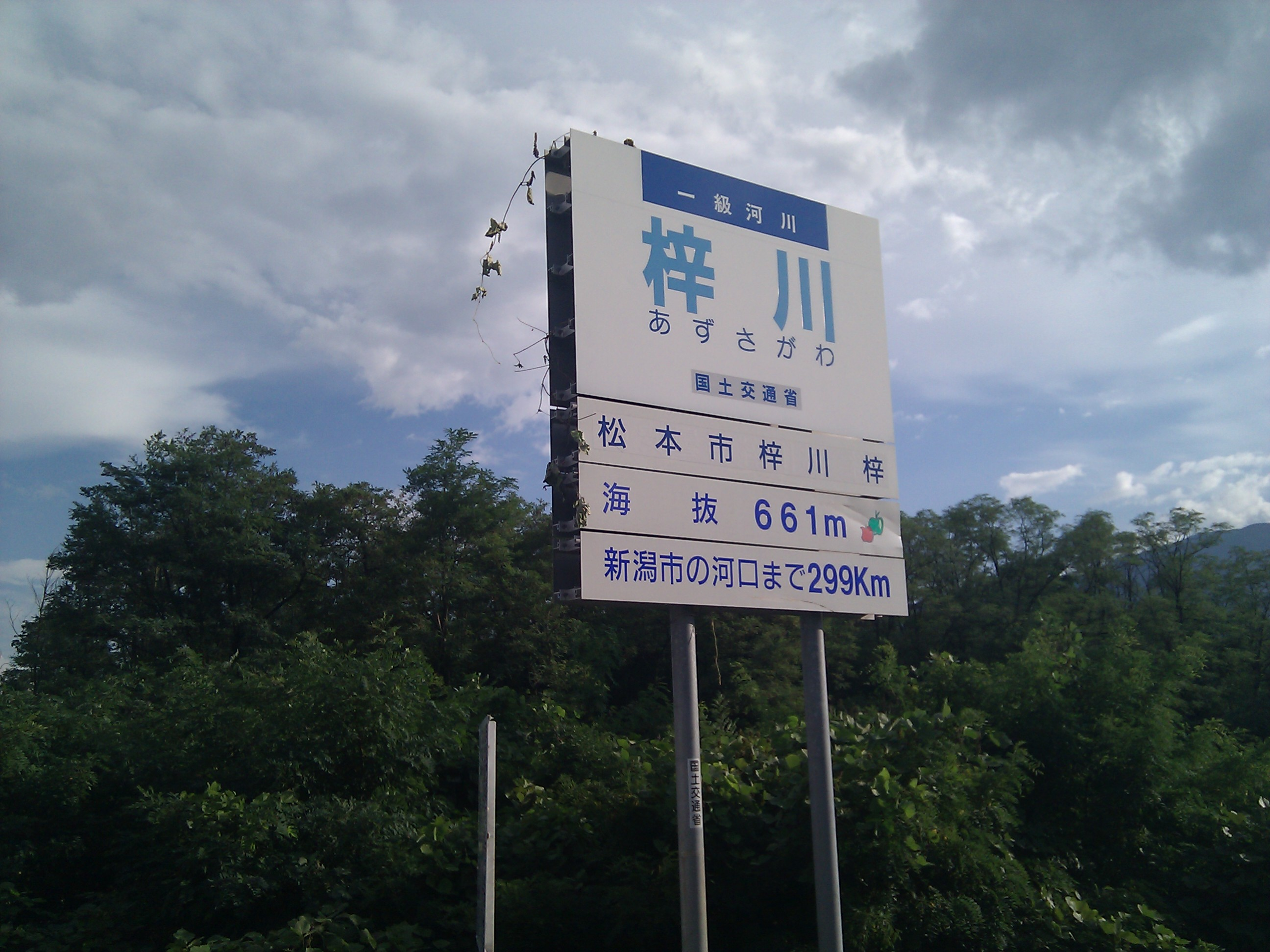
梓川橋地点の河川情報看板
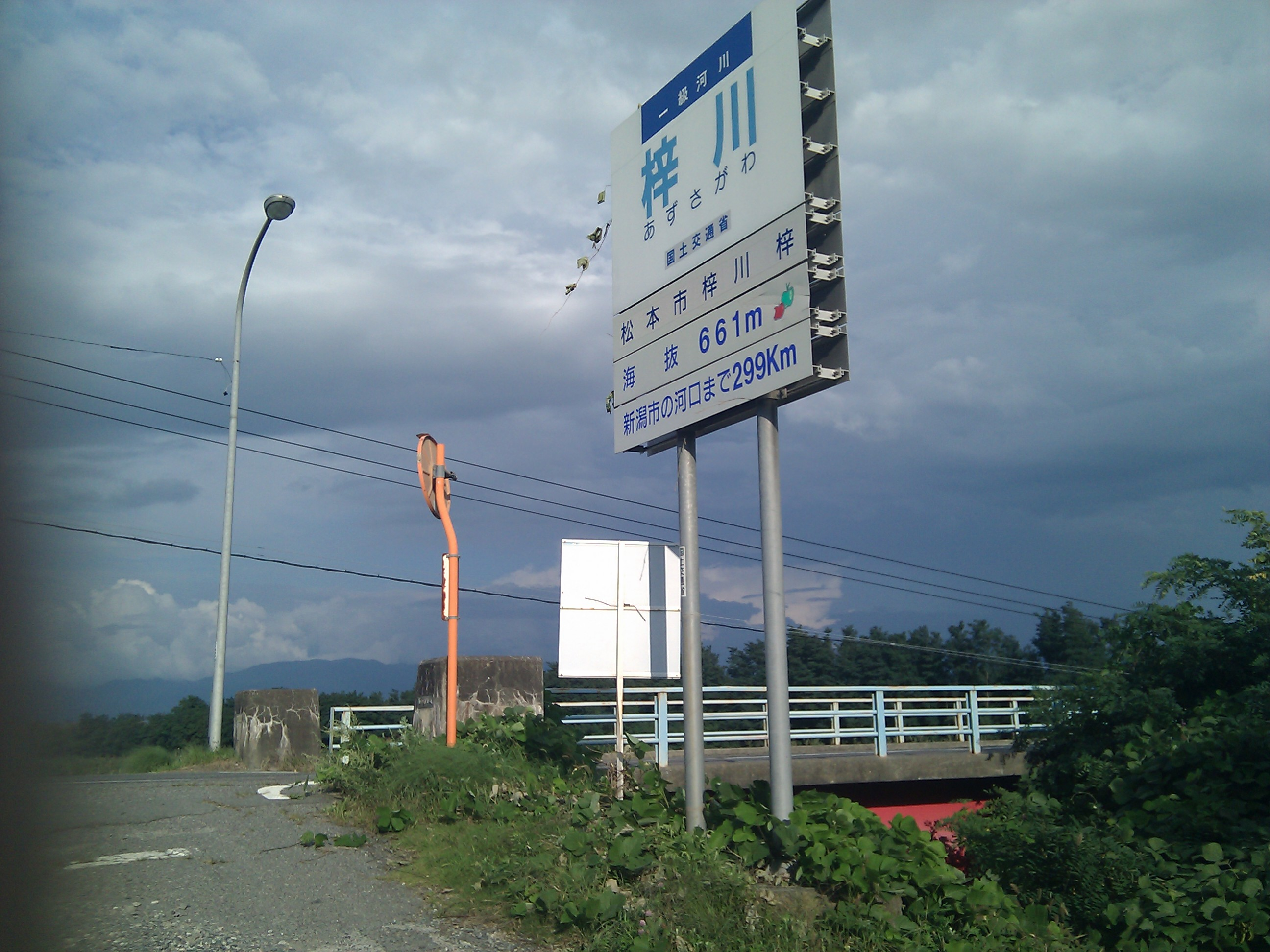
梓川橋と河川情報看板

## 周辺
- 梓水力発電所
- 波田文化センター（波田図書館）
- 和田堰